# Escacs aleatoris de Fischer
|   | a | b | c | d | e | f | g | h |   |
| 8 | a8 negres alfil · b8 negres torre · c8 negres dama · d8 negres rei · e8 negres alfil · f8 negres cavall · g8 negres torre · h8 negres cavall · a7 negres peó · b7 negres peó · c7 negres peó · d7 negres peó · e7 negres peó · f7 negres peó · g7 negres peó · h7 negres peó · a2 blanques peó · b2 blanques peó · c2 blanques peó · d2 blanques peó · e2 blanques peó · f2 blanques peó · g2 blanques peó · h2 blanques peó · a1 blanques alfil · b1 blanques torre · c1 blanques dama · d1 blanques rei · e1 blanques alfil · f1 blanques cavall · g1 blanques torre · h1 blanques cavall | a8 negres alfil · b8 negres torre · c8 negres dama · d8 negres rei · e8 negres alfil · f8 negres cavall · g8 negres torre · h8 negres cavall · a7 negres peó · b7 negres peó · c7 negres peó · d7 negres peó · e7 negres peó · f7 negres peó · g7 negres peó · h7 negres peó · a2 blanques peó · b2 blanques peó · c2 blanques peó · d2 blanques peó · e2 blanques peó · f2 blanques peó · g2 blanques peó · h2 blanques peó · a1 blanques alfil · b1 blanques torre · c1 blanques dama · d1 blanques rei · e1 blanques alfil · f1 blanques cavall · g1 blanques torre · h1 blanques cavall | a8 negres alfil · b8 negres torre · c8 negres dama · d8 negres rei · e8 negres alfil · f8 negres cavall · g8 negres torre · h8 negres cavall · a7 negres peó · b7 negres peó · c7 negres peó · d7 negres peó · e7 negres peó · f7 negres peó · g7 negres peó · h7 negres peó · a2 blanques peó · b2 blanques peó · c2 blanques peó · d2 blanques peó · e2 blanques peó · f2 blanques peó · g2 blanques peó · h2 blanques peó · a1 blanques alfil · b1 blanques torre · c1 blanques dama · d1 blanques rei · e1 blanques alfil · f1 blanques cavall · g1 blanques torre · h1 blanques cavall | a8 negres alfil · b8 negres torre · c8 negres dama · d8 negres rei · e8 negres alfil · f8 negres cavall · g8 negres torre · h8 negres cavall · a7 negres peó · b7 negres peó · c7 negres peó · d7 negres peó · e7 negres peó · f7 negres peó · g7 negres peó · h7 negres peó · a2 blanques peó · b2 blanques peó · c2 blanques peó · d2 blanques peó · e2 blanques peó · f2 blanques peó · g2 blanques peó · h2 blanques peó · a1 blanques alfil · b1 blanques torre · c1 blanques dama · d1 blanques rei · e1 blanques alfil · f1 blanques cavall · g1 blanques torre · h1 blanques cavall | a8 negres alfil · b8 negres torre · c8 negres dama · d8 negres rei · e8 negres alfil · f8 negres cavall · g8 negres torre · h8 negres cavall · a7 negres peó · b7 negres peó · c7 negres peó · d7 negres peó · e7 negres peó · f7 negres peó · g7 negres peó · h7 negres peó · a2 blanques peó · b2 blanques peó · c2 blanques peó · d2 blanques peó · e2 blanques peó · f2 blanques peó · g2 blanques peó · h2 blanques peó · a1 blanques alfil · b1 blanques torre · c1 blanques dama · d1 blanques rei · e1 blanques alfil · f1 blanques cavall · g1 blanques torre · h1 blanques cavall | a8 negres alfil · b8 negres torre · c8 negres dama · d8 negres rei · e8 negres alfil · f8 negres cavall · g8 negres torre · h8 negres cavall · a7 negres peó · b7 negres peó · c7 negres peó · d7 negres peó · e7 negres peó · f7 negres peó · g7 negres peó · h7 negres peó · a2 blanques peó · b2 blanques peó · c2 blanques peó · d2 blanques peó · e2 blanques peó · f2 blanques peó · g2 blanques peó · h2 blanques peó · a1 blanques alfil · b1 blanques torre · c1 blanques dama · d1 blanques rei · e1 blanques alfil · f1 blanques cavall · g1 blanques torre · h1 blanques cavall | a8 negres alfil · b8 negres torre · c8 negres dama · d8 negres rei · e8 negres alfil · f8 negres cavall · g8 negres torre · h8 negres cavall · a7 negres peó · b7 negres peó · c7 negres peó · d7 negres peó · e7 negres peó · f7 negres peó · g7 negres peó · h7 negres peó · a2 blanques peó · b2 blanques peó · c2 blanques peó · d2 blanques peó · e2 blanques peó · f2 blanques peó · g2 blanques peó · h2 blanques peó · a1 blanques alfil · b1 blanques torre · c1 blanques dama · d1 blanques rei · e1 blanques alfil · f1 blanques cavall · g1 blanques torre · h1 blanques cavall | a8 negres alfil · b8 negres torre · c8 negres dama · d8 negres rei · e8 negres alfil · f8 negres cavall · g8 negres torre · h8 negres cavall · a7 negres peó · b7 negres peó · c7 negres peó · d7 negres peó · e7 negres peó · f7 negres peó · g7 negres peó · h7 negres peó · a2 blanques peó · b2 blanques peó · c2 blanques peó · d2 blanques peó · e2 blanques peó · f2 blanques peó · g2 blanques peó · h2 blanques peó · a1 blanques alfil · b1 blanques torre · c1 blanques dama · d1 blanques rei · e1 blanques alfil · f1 blanques cavall · g1 blanques torre · h1 blanques cavall | 8 |
| 7 | a8 negres alfil · b8 negres torre · c8 negres dama · d8 negres rei · e8 negres alfil · f8 negres cavall · g8 negres torre · h8 negres cavall · a7 negres peó · b7 negres peó · c7 negres peó · d7 negres peó · e7 negres peó · f7 negres peó · g7 negres peó · h7 negres peó · a2 blanques peó · b2 blanques peó · c2 blanques peó · d2 blanques peó · e2 blanques peó · f2 blanques peó · g2 blanques peó · h2 blanques peó · a1 blanques alfil · b1 blanques torre · c1 blanques dama · d1 blanques rei · e1 blanques alfil · f1 blanques cavall · g1 blanques torre · h1 blanques cavall | a8 negres alfil · b8 negres torre · c8 negres dama · d8 negres rei · e8 negres alfil · f8 negres cavall · g8 negres torre · h8 negres cavall · a7 negres peó · b7 negres peó · c7 negres peó · d7 negres peó · e7 negres peó · f7 negres peó · g7 negres peó · h7 negres peó · a2 blanques peó · b2 blanques peó · c2 blanques peó · d2 blanques peó · e2 blanques peó · f2 blanques peó · g2 blanques peó · h2 blanques peó · a1 blanques alfil · b1 blanques torre · c1 blanques dama · d1 blanques rei · e1 blanques alfil · f1 blanques cavall · g1 blanques torre · h1 blanques cavall | a8 negres alfil · b8 negres torre · c8 negres dama · d8 negres rei · e8 negres alfil · f8 negres cavall · g8 negres torre · h8 negres cavall · a7 negres peó · b7 negres peó · c7 negres peó · d7 negres peó · e7 negres peó · f7 negres peó · g7 negres peó · h7 negres peó · a2 blanques peó · b2 blanques peó · c2 blanques peó · d2 blanques peó · e2 blanques peó · f2 blanques peó · g2 blanques peó · h2 blanques peó · a1 blanques alfil · b1 blanques torre · c1 blanques dama · d1 blanques rei · e1 blanques alfil · f1 blanques cavall · g1 blanques torre · h1 blanques cavall | a8 negres alfil · b8 negres torre · c8 negres dama · d8 negres rei · e8 negres alfil · f8 negres cavall · g8 negres torre · h8 negres cavall · a7 negres peó · b7 negres peó · c7 negres peó · d7 negres peó · e7 negres peó · f7 negres peó · g7 negres peó · h7 negres peó · a2 blanques peó · b2 blanques peó · c2 blanques peó · d2 blanques peó · e2 blanques peó · f2 blanques peó · g2 blanques peó · h2 blanques peó · a1 blanques alfil · b1 blanques torre · c1 blanques dama · d1 blanques rei · e1 blanques alfil · f1 blanques cavall · g1 blanques torre · h1 blanques cavall | a8 negres alfil · b8 negres torre · c8 negres dama · d8 negres rei · e8 negres alfil · f8 negres cavall · g8 negres torre · h8 negres cavall · a7 negres peó · b7 negres peó · c7 negres peó · d7 negres peó · e7 negres peó · f7 negres peó · g7 negres peó · h7 negres peó · a2 blanques peó · b2 blanques peó · c2 blanques peó · d2 blanques peó · e2 blanques peó · f2 blanques peó · g2 blanques peó · h2 blanques peó · a1 blanques alfil · b1 blanques torre · c1 blanques dama · d1 blanques rei · e1 blanques alfil · f1 blanques cavall · g1 blanques torre · h1 blanques cavall | a8 negres alfil · b8 negres torre · c8 negres dama · d8 negres rei · e8 negres alfil · f8 negres cavall · g8 negres torre · h8 negres cavall · a7 negres peó · b7 negres peó · c7 negres peó · d7 negres peó · e7 negres peó · f7 negres peó · g7 negres peó · h7 negres peó · a2 blanques peó · b2 blanques peó · c2 blanques peó · d2 blanques peó · e2 blanques peó · f2 blanques peó · g2 blanques peó · h2 blanques peó · a1 blanques alfil · b1 blanques torre · c1 blanques dama · d1 blanques rei · e1 blanques alfil · f1 blanques cavall · g1 blanques torre · h1 blanques cavall | a8 negres alfil · b8 negres torre · c8 negres dama · d8 negres rei · e8 negres alfil · f8 negres cavall · g8 negres torre · h8 negres cavall · a7 negres peó · b7 negres peó · c7 negres peó · d7 negres peó · e7 negres peó · f7 negres peó · g7 negres peó · h7 negres peó · a2 blanques peó · b2 blanques peó · c2 blanques peó · d2 blanques peó · e2 blanques peó · f2 blanques peó · g2 blanques peó · h2 blanques peó · a1 blanques alfil · b1 blanques torre · c1 blanques dama · d1 blanques rei · e1 blanques alfil · f1 blanques cavall · g1 blanques torre · h1 blanques cavall | a8 negres alfil · b8 negres torre · c8 negres dama · d8 negres rei · e8 negres alfil · f8 negres cavall · g8 negres torre · h8 negres cavall · a7 negres peó · b7 negres peó · c7 negres peó · d7 negres peó · e7 negres peó · f7 negres peó · g7 negres peó · h7 negres peó · a2 blanques peó · b2 blanques peó · c2 blanques peó · d2 blanques peó · e2 blanques peó · f2 blanques peó · g2 blanques peó · h2 blanques peó · a1 blanques alfil · b1 blanques torre · c1 blanques dama · d1 blanques rei · e1 blanques alfil · f1 blanques cavall · g1 blanques torre · h1 blanques cavall | 7 |
| 6 | a8 negres alfil · b8 negres torre · c8 negres dama · d8 negres rei · e8 negres alfil · f8 negres cavall · g8 negres torre · h8 negres cavall · a7 negres peó · b7 negres peó · c7 negres peó · d7 negres peó · e7 negres peó · f7 negres peó · g7 negres peó · h7 negres peó · a2 blanques peó · b2 blanques peó · c2 blanques peó · d2 blanques peó · e2 blanques peó · f2 blanques peó · g2 blanques peó · h2 blanques peó · a1 blanques alfil · b1 blanques torre · c1 blanques dama · d1 blanques rei · e1 blanques alfil · f1 blanques cavall · g1 blanques torre · h1 blanques cavall | a8 negres alfil · b8 negres torre · c8 negres dama · d8 negres rei · e8 negres alfil · f8 negres cavall · g8 negres torre · h8 negres cavall · a7 negres peó · b7 negres peó · c7 negres peó · d7 negres peó · e7 negres peó · f7 negres peó · g7 negres peó · h7 negres peó · a2 blanques peó · b2 blanques peó · c2 blanques peó · d2 blanques peó · e2 blanques peó · f2 blanques peó · g2 blanques peó · h2 blanques peó · a1 blanques alfil · b1 blanques torre · c1 blanques dama · d1 blanques rei · e1 blanques alfil · f1 blanques cavall · g1 blanques torre · h1 blanques cavall | a8 negres alfil · b8 negres torre · c8 negres dama · d8 negres rei · e8 negres alfil · f8 negres cavall · g8 negres torre · h8 negres cavall · a7 negres peó · b7 negres peó · c7 negres peó · d7 negres peó · e7 negres peó · f7 negres peó · g7 negres peó · h7 negres peó · a2 blanques peó · b2 blanques peó · c2 blanques peó · d2 blanques peó · e2 blanques peó · f2 blanques peó · g2 blanques peó · h2 blanques peó · a1 blanques alfil · b1 blanques torre · c1 blanques dama · d1 blanques rei · e1 blanques alfil · f1 blanques cavall · g1 blanques torre · h1 blanques cavall | a8 negres alfil · b8 negres torre · c8 negres dama · d8 negres rei · e8 negres alfil · f8 negres cavall · g8 negres torre · h8 negres cavall · a7 negres peó · b7 negres peó · c7 negres peó · d7 negres peó · e7 negres peó · f7 negres peó · g7 negres peó · h7 negres peó · a2 blanques peó · b2 blanques peó · c2 blanques peó · d2 blanques peó · e2 blanques peó · f2 blanques peó · g2 blanques peó · h2 blanques peó · a1 blanques alfil · b1 blanques torre · c1 blanques dama · d1 blanques rei · e1 blanques alfil · f1 blanques cavall · g1 blanques torre · h1 blanques cavall | a8 negres alfil · b8 negres torre · c8 negres dama · d8 negres rei · e8 negres alfil · f8 negres cavall · g8 negres torre · h8 negres cavall · a7 negres peó · b7 negres peó · c7 negres peó · d7 negres peó · e7 negres peó · f7 negres peó · g7 negres peó · h7 negres peó · a2 blanques peó · b2 blanques peó · c2 blanques peó · d2 blanques peó · e2 blanques peó · f2 blanques peó · g2 blanques peó · h2 blanques peó · a1 blanques alfil · b1 blanques torre · c1 blanques dama · d1 blanques rei · e1 blanques alfil · f1 blanques cavall · g1 blanques torre · h1 blanques cavall | a8 negres alfil · b8 negres torre · c8 negres dama · d8 negres rei · e8 negres alfil · f8 negres cavall · g8 negres torre · h8 negres cavall · a7 negres peó · b7 negres peó · c7 negres peó · d7 negres peó · e7 negres peó · f7 negres peó · g7 negres peó · h7 negres peó · a2 blanques peó · b2 blanques peó · c2 blanques peó · d2 blanques peó · e2 blanques peó · f2 blanques peó · g2 blanques peó · h2 blanques peó · a1 blanques alfil · b1 blanques torre · c1 blanques dama · d1 blanques rei · e1 blanques alfil · f1 blanques cavall · g1 blanques torre · h1 blanques cavall | a8 negres alfil · b8 negres torre · c8 negres dama · d8 negres rei · e8 negres alfil · f8 negres cavall · g8 negres torre · h8 negres cavall · a7 negres peó · b7 negres peó · c7 negres peó · d7 negres peó · e7 negres peó · f7 negres peó · g7 negres peó · h7 negres peó · a2 blanques peó · b2 blanques peó · c2 blanques peó · d2 blanques peó · e2 blanques peó · f2 blanques peó · g2 blanques peó · h2 blanques peó · a1 blanques alfil · b1 blanques torre · c1 blanques dama · d1 blanques rei · e1 blanques alfil · f1 blanques cavall · g1 blanques torre · h1 blanques cavall | a8 negres alfil · b8 negres torre · c8 negres dama · d8 negres rei · e8 negres alfil · f8 negres cavall · g8 negres torre · h8 negres cavall · a7 negres peó · b7 negres peó · c7 negres peó · d7 negres peó · e7 negres peó · f7 negres peó · g7 negres peó · h7 negres peó · a2 blanques peó · b2 blanques peó · c2 blanques peó · d2 blanques peó · e2 blanques peó · f2 blanques peó · g2 blanques peó · h2 blanques peó · a1 blanques alfil · b1 blanques torre · c1 blanques dama · d1 blanques rei · e1 blanques alfil · f1 blanques cavall · g1 blanques torre · h1 blanques cavall | 6 |
| 5 | a8 negres alfil · b8 negres torre · c8 negres dama · d8 negres rei · e8 negres alfil · f8 negres cavall · g8 negres torre · h8 negres cavall · a7 negres peó · b7 negres peó · c7 negres peó · d7 negres peó · e7 negres peó · f7 negres peó · g7 negres peó · h7 negres peó · a2 blanques peó · b2 blanques peó · c2 blanques peó · d2 blanques peó · e2 blanques peó · f2 blanques peó · g2 blanques peó · h2 blanques peó · a1 blanques alfil · b1 blanques torre · c1 blanques dama · d1 blanques rei · e1 blanques alfil · f1 blanques cavall · g1 blanques torre · h1 blanques cavall | a8 negres alfil · b8 negres torre · c8 negres dama · d8 negres rei · e8 negres alfil · f8 negres cavall · g8 negres torre · h8 negres cavall · a7 negres peó · b7 negres peó · c7 negres peó · d7 negres peó · e7 negres peó · f7 negres peó · g7 negres peó · h7 negres peó · a2 blanques peó · b2 blanques peó · c2 blanques peó · d2 blanques peó · e2 blanques peó · f2 blanques peó · g2 blanques peó · h2 blanques peó · a1 blanques alfil · b1 blanques torre · c1 blanques dama · d1 blanques rei · e1 blanques alfil · f1 blanques cavall · g1 blanques torre · h1 blanques cavall | a8 negres alfil · b8 negres torre · c8 negres dama · d8 negres rei · e8 negres alfil · f8 negres cavall · g8 negres torre · h8 negres cavall · a7 negres peó · b7 negres peó · c7 negres peó · d7 negres peó · e7 negres peó · f7 negres peó · g7 negres peó · h7 negres peó · a2 blanques peó · b2 blanques peó · c2 blanques peó · d2 blanques peó · e2 blanques peó · f2 blanques peó · g2 blanques peó · h2 blanques peó · a1 blanques alfil · b1 blanques torre · c1 blanques dama · d1 blanques rei · e1 blanques alfil · f1 blanques cavall · g1 blanques torre · h1 blanques cavall | a8 negres alfil · b8 negres torre · c8 negres dama · d8 negres rei · e8 negres alfil · f8 negres cavall · g8 negres torre · h8 negres cavall · a7 negres peó · b7 negres peó · c7 negres peó · d7 negres peó · e7 negres peó · f7 negres peó · g7 negres peó · h7 negres peó · a2 blanques peó · b2 blanques peó · c2 blanques peó · d2 blanques peó · e2 blanques peó · f2 blanques peó · g2 blanques peó · h2 blanques peó · a1 blanques alfil · b1 blanques torre · c1 blanques dama · d1 blanques rei · e1 blanques alfil · f1 blanques cavall · g1 blanques torre · h1 blanques cavall | a8 negres alfil · b8 negres torre · c8 negres dama · d8 negres rei · e8 negres alfil · f8 negres cavall · g8 negres torre · h8 negres cavall · a7 negres peó · b7 negres peó · c7 negres peó · d7 negres peó · e7 negres peó · f7 negres peó · g7 negres peó · h7 negres peó · a2 blanques peó · b2 blanques peó · c2 blanques peó · d2 blanques peó · e2 blanques peó · f2 blanques peó · g2 blanques peó · h2 blanques peó · a1 blanques alfil · b1 blanques torre · c1 blanques dama · d1 blanques rei · e1 blanques alfil · f1 blanques cavall · g1 blanques torre · h1 blanques cavall | a8 negres alfil · b8 negres torre · c8 negres dama · d8 negres rei · e8 negres alfil · f8 negres cavall · g8 negres torre · h8 negres cavall · a7 negres peó · b7 negres peó · c7 negres peó · d7 negres peó · e7 negres peó · f7 negres peó · g7 negres peó · h7 negres peó · a2 blanques peó · b2 blanques peó · c2 blanques peó · d2 blanques peó · e2 blanques peó · f2 blanques peó · g2 blanques peó · h2 blanques peó · a1 blanques alfil · b1 blanques torre · c1 blanques dama · d1 blanques rei · e1 blanques alfil · f1 blanques cavall · g1 blanques torre · h1 blanques cavall | a8 negres alfil · b8 negres torre · c8 negres dama · d8 negres rei · e8 negres alfil · f8 negres cavall · g8 negres torre · h8 negres cavall · a7 negres peó · b7 negres peó · c7 negres peó · d7 negres peó · e7 negres peó · f7 negres peó · g7 negres peó · h7 negres peó · a2 blanques peó · b2 blanques peó · c2 blanques peó · d2 blanques peó · e2 blanques peó · f2 blanques peó · g2 blanques peó · h2 blanques peó · a1 blanques alfil · b1 blanques torre · c1 blanques dama · d1 blanques rei · e1 blanques alfil · f1 blanques cavall · g1 blanques torre · h1 blanques cavall | a8 negres alfil · b8 negres torre · c8 negres dama · d8 negres rei · e8 negres alfil · f8 negres cavall · g8 negres torre · h8 negres cavall · a7 negres peó · b7 negres peó · c7 negres peó · d7 negres peó · e7 negres peó · f7 negres peó · g7 negres peó · h7 negres peó · a2 blanques peó · b2 blanques peó · c2 blanques peó · d2 blanques peó · e2 blanques peó · f2 blanques peó · g2 blanques peó · h2 blanques peó · a1 blanques alfil · b1 blanques torre · c1 blanques dama · d1 blanques rei · e1 blanques alfil · f1 blanques cavall · g1 blanques torre · h1 blanques cavall | 5 |
| 4 | a8 negres alfil · b8 negres torre · c8 negres dama · d8 negres rei · e8 negres alfil · f8 negres cavall · g8 negres torre · h8 negres cavall · a7 negres peó · b7 negres peó · c7 negres peó · d7 negres peó · e7 negres peó · f7 negres peó · g7 negres peó · h7 negres peó · a2 blanques peó · b2 blanques peó · c2 blanques peó · d2 blanques peó · e2 blanques peó · f2 blanques peó · g2 blanques peó · h2 blanques peó · a1 blanques alfil · b1 blanques torre · c1 blanques dama · d1 blanques rei · e1 blanques alfil · f1 blanques cavall · g1 blanques torre · h1 blanques cavall | a8 negres alfil · b8 negres torre · c8 negres dama · d8 negres rei · e8 negres alfil · f8 negres cavall · g8 negres torre · h8 negres cavall · a7 negres peó · b7 negres peó · c7 negres peó · d7 negres peó · e7 negres peó · f7 negres peó · g7 negres peó · h7 negres peó · a2 blanques peó · b2 blanques peó · c2 blanques peó · d2 blanques peó · e2 blanques peó · f2 blanques peó · g2 blanques peó · h2 blanques peó · a1 blanques alfil · b1 blanques torre · c1 blanques dama · d1 blanques rei · e1 blanques alfil · f1 blanques cavall · g1 blanques torre · h1 blanques cavall | a8 negres alfil · b8 negres torre · c8 negres dama · d8 negres rei · e8 negres alfil · f8 negres cavall · g8 negres torre · h8 negres cavall · a7 negres peó · b7 negres peó · c7 negres peó · d7 negres peó · e7 negres peó · f7 negres peó · g7 negres peó · h7 negres peó · a2 blanques peó · b2 blanques peó · c2 blanques peó · d2 blanques peó · e2 blanques peó · f2 blanques peó · g2 blanques peó · h2 blanques peó · a1 blanques alfil · b1 blanques torre · c1 blanques dama · d1 blanques rei · e1 blanques alfil · f1 blanques cavall · g1 blanques torre · h1 blanques cavall | a8 negres alfil · b8 negres torre · c8 negres dama · d8 negres rei · e8 negres alfil · f8 negres cavall · g8 negres torre · h8 negres cavall · a7 negres peó · b7 negres peó · c7 negres peó · d7 negres peó · e7 negres peó · f7 negres peó · g7 negres peó · h7 negres peó · a2 blanques peó · b2 blanques peó · c2 blanques peó · d2 blanques peó · e2 blanques peó · f2 blanques peó · g2 blanques peó · h2 blanques peó · a1 blanques alfil · b1 blanques torre · c1 blanques dama · d1 blanques rei · e1 blanques alfil · f1 blanques cavall · g1 blanques torre · h1 blanques cavall | a8 negres alfil · b8 negres torre · c8 negres dama · d8 negres rei · e8 negres alfil · f8 negres cavall · g8 negres torre · h8 negres cavall · a7 negres peó · b7 negres peó · c7 negres peó · d7 negres peó · e7 negres peó · f7 negres peó · g7 negres peó · h7 negres peó · a2 blanques peó · b2 blanques peó · c2 blanques peó · d2 blanques peó · e2 blanques peó · f2 blanques peó · g2 blanques peó · h2 blanques peó · a1 blanques alfil · b1 blanques torre · c1 blanques dama · d1 blanques rei · e1 blanques alfil · f1 blanques cavall · g1 blanques torre · h1 blanques cavall | a8 negres alfil · b8 negres torre · c8 negres dama · d8 negres rei · e8 negres alfil · f8 negres cavall · g8 negres torre · h8 negres cavall · a7 negres peó · b7 negres peó · c7 negres peó · d7 negres peó · e7 negres peó · f7 negres peó · g7 negres peó · h7 negres peó · a2 blanques peó · b2 blanques peó · c2 blanques peó · d2 blanques peó · e2 blanques peó · f2 blanques peó · g2 blanques peó · h2 blanques peó · a1 blanques alfil · b1 blanques torre · c1 blanques dama · d1 blanques rei · e1 blanques alfil · f1 blanques cavall · g1 blanques torre · h1 blanques cavall | a8 negres alfil · b8 negres torre · c8 negres dama · d8 negres rei · e8 negres alfil · f8 negres cavall · g8 negres torre · h8 negres cavall · a7 negres peó · b7 negres peó · c7 negres peó · d7 negres peó · e7 negres peó · f7 negres peó · g7 negres peó · h7 negres peó · a2 blanques peó · b2 blanques peó · c2 blanques peó · d2 blanques peó · e2 blanques peó · f2 blanques peó · g2 blanques peó · h2 blanques peó · a1 blanques alfil · b1 blanques torre · c1 blanques dama · d1 blanques rei · e1 blanques alfil · f1 blanques cavall · g1 blanques torre · h1 blanques cavall | a8 negres alfil · b8 negres torre · c8 negres dama · d8 negres rei · e8 negres alfil · f8 negres cavall · g8 negres torre · h8 negres cavall · a7 negres peó · b7 negres peó · c7 negres peó · d7 negres peó · e7 negres peó · f7 negres peó · g7 negres peó · h7 negres peó · a2 blanques peó · b2 blanques peó · c2 blanques peó · d2 blanques peó · e2 blanques peó · f2 blanques peó · g2 blanques peó · h2 blanques peó · a1 blanques alfil · b1 blanques torre · c1 blanques dama · d1 blanques rei · e1 blanques alfil · f1 blanques cavall · g1 blanques torre · h1 blanques cavall | 4 |
| 3 | a8 negres alfil · b8 negres torre · c8 negres dama · d8 negres rei · e8 negres alfil · f8 negres cavall · g8 negres torre · h8 negres cavall · a7 negres peó · b7 negres peó · c7 negres peó · d7 negres peó · e7 negres peó · f7 negres peó · g7 negres peó · h7 negres peó · a2 blanques peó · b2 blanques peó · c2 blanques peó · d2 blanques peó · e2 blanques peó · f2 blanques peó · g2 blanques peó · h2 blanques peó · a1 blanques alfil · b1 blanques torre · c1 blanques dama · d1 blanques rei · e1 blanques alfil · f1 blanques cavall · g1 blanques torre · h1 blanques cavall | a8 negres alfil · b8 negres torre · c8 negres dama · d8 negres rei · e8 negres alfil · f8 negres cavall · g8 negres torre · h8 negres cavall · a7 negres peó · b7 negres peó · c7 negres peó · d7 negres peó · e7 negres peó · f7 negres peó · g7 negres peó · h7 negres peó · a2 blanques peó · b2 blanques peó · c2 blanques peó · d2 blanques peó · e2 blanques peó · f2 blanques peó · g2 blanques peó · h2 blanques peó · a1 blanques alfil · b1 blanques torre · c1 blanques dama · d1 blanques rei · e1 blanques alfil · f1 blanques cavall · g1 blanques torre · h1 blanques cavall | a8 negres alfil · b8 negres torre · c8 negres dama · d8 negres rei · e8 negres alfil · f8 negres cavall · g8 negres torre · h8 negres cavall · a7 negres peó · b7 negres peó · c7 negres peó · d7 negres peó · e7 negres peó · f7 negres peó · g7 negres peó · h7 negres peó · a2 blanques peó · b2 blanques peó · c2 blanques peó · d2 blanques peó · e2 blanques peó · f2 blanques peó · g2 blanques peó · h2 blanques peó · a1 blanques alfil · b1 blanques torre · c1 blanques dama · d1 blanques rei · e1 blanques alfil · f1 blanques cavall · g1 blanques torre · h1 blanques cavall | a8 negres alfil · b8 negres torre · c8 negres dama · d8 negres rei · e8 negres alfil · f8 negres cavall · g8 negres torre · h8 negres cavall · a7 negres peó · b7 negres peó · c7 negres peó · d7 negres peó · e7 negres peó · f7 negres peó · g7 negres peó · h7 negres peó · a2 blanques peó · b2 blanques peó · c2 blanques peó · d2 blanques peó · e2 blanques peó · f2 blanques peó · g2 blanques peó · h2 blanques peó · a1 blanques alfil · b1 blanques torre · c1 blanques dama · d1 blanques rei · e1 blanques alfil · f1 blanques cavall · g1 blanques torre · h1 blanques cavall | a8 negres alfil · b8 negres torre · c8 negres dama · d8 negres rei · e8 negres alfil · f8 negres cavall · g8 negres torre · h8 negres cavall · a7 negres peó · b7 negres peó · c7 negres peó · d7 negres peó · e7 negres peó · f7 negres peó · g7 negres peó · h7 negres peó · a2 blanques peó · b2 blanques peó · c2 blanques peó · d2 blanques peó · e2 blanques peó · f2 blanques peó · g2 blanques peó · h2 blanques peó · a1 blanques alfil · b1 blanques torre · c1 blanques dama · d1 blanques rei · e1 blanques alfil · f1 blanques cavall · g1 blanques torre · h1 blanques cavall | a8 negres alfil · b8 negres torre · c8 negres dama · d8 negres rei · e8 negres alfil · f8 negres cavall · g8 negres torre · h8 negres cavall · a7 negres peó · b7 negres peó · c7 negres peó · d7 negres peó · e7 negres peó · f7 negres peó · g7 negres peó · h7 negres peó · a2 blanques peó · b2 blanques peó · c2 blanques peó · d2 blanques peó · e2 blanques peó · f2 blanques peó · g2 blanques peó · h2 blanques peó · a1 blanques alfil · b1 blanques torre · c1 blanques dama · d1 blanques rei · e1 blanques alfil · f1 blanques cavall · g1 blanques torre · h1 blanques cavall | a8 negres alfil · b8 negres torre · c8 negres dama · d8 negres rei · e8 negres alfil · f8 negres cavall · g8 negres torre · h8 negres cavall · a7 negres peó · b7 negres peó · c7 negres peó · d7 negres peó · e7 negres peó · f7 negres peó · g7 negres peó · h7 negres peó · a2 blanques peó · b2 blanques peó · c2 blanques peó · d2 blanques peó · e2 blanques peó · f2 blanques peó · g2 blanques peó · h2 blanques peó · a1 blanques alfil · b1 blanques torre · c1 blanques dama · d1 blanques rei · e1 blanques alfil · f1 blanques cavall · g1 blanques torre · h1 blanques cavall | a8 negres alfil · b8 negres torre · c8 negres dama · d8 negres rei · e8 negres alfil · f8 negres cavall · g8 negres torre · h8 negres cavall · a7 negres peó · b7 negres peó · c7 negres peó · d7 negres peó · e7 negres peó · f7 negres peó · g7 negres peó · h7 negres peó · a2 blanques peó · b2 blanques peó · c2 blanques peó · d2 blanques peó · e2 blanques peó · f2 blanques peó · g2 blanques peó · h2 blanques peó · a1 blanques alfil · b1 blanques torre · c1 blanques dama · d1 blanques rei · e1 blanques alfil · f1 blanques cavall · g1 blanques torre · h1 blanques cavall | 3 |
| 2 | a8 negres alfil · b8 negres torre · c8 negres dama · d8 negres rei · e8 negres alfil · f8 negres cavall · g8 negres torre · h8 negres cavall · a7 negres peó · b7 negres peó · c7 negres peó · d7 negres peó · e7 negres peó · f7 negres peó · g7 negres peó · h7 negres peó · a2 blanques peó · b2 blanques peó · c2 blanques peó · d2 blanques peó · e2 blanques peó · f2 blanques peó · g2 blanques peó · h2 blanques peó · a1 blanques alfil · b1 blanques torre · c1 blanques dama · d1 blanques rei · e1 blanques alfil · f1 blanques cavall · g1 blanques torre · h1 blanques cavall | a8 negres alfil · b8 negres torre · c8 negres dama · d8 negres rei · e8 negres alfil · f8 negres cavall · g8 negres torre · h8 negres cavall · a7 negres peó · b7 negres peó · c7 negres peó · d7 negres peó · e7 negres peó · f7 negres peó · g7 negres peó · h7 negres peó · a2 blanques peó · b2 blanques peó · c2 blanques peó · d2 blanques peó · e2 blanques peó · f2 blanques peó · g2 blanques peó · h2 blanques peó · a1 blanques alfil · b1 blanques torre · c1 blanques dama · d1 blanques rei · e1 blanques alfil · f1 blanques cavall · g1 blanques torre · h1 blanques cavall | a8 negres alfil · b8 negres torre · c8 negres dama · d8 negres rei · e8 negres alfil · f8 negres cavall · g8 negres torre · h8 negres cavall · a7 negres peó · b7 negres peó · c7 negres peó · d7 negres peó · e7 negres peó · f7 negres peó · g7 negres peó · h7 negres peó · a2 blanques peó · b2 blanques peó · c2 blanques peó · d2 blanques peó · e2 blanques peó · f2 blanques peó · g2 blanques peó · h2 blanques peó · a1 blanques alfil · b1 blanques torre · c1 blanques dama · d1 blanques rei · e1 blanques alfil · f1 blanques cavall · g1 blanques torre · h1 blanques cavall | a8 negres alfil · b8 negres torre · c8 negres dama · d8 negres rei · e8 negres alfil · f8 negres cavall · g8 negres torre · h8 negres cavall · a7 negres peó · b7 negres peó · c7 negres peó · d7 negres peó · e7 negres peó · f7 negres peó · g7 negres peó · h7 negres peó · a2 blanques peó · b2 blanques peó · c2 blanques peó · d2 blanques peó · e2 blanques peó · f2 blanques peó · g2 blanques peó · h2 blanques peó · a1 blanques alfil · b1 blanques torre · c1 blanques dama · d1 blanques rei · e1 blanques alfil · f1 blanques cavall · g1 blanques torre · h1 blanques cavall | a8 negres alfil · b8 negres torre · c8 negres dama · d8 negres rei · e8 negres alfil · f8 negres cavall · g8 negres torre · h8 negres cavall · a7 negres peó · b7 negres peó · c7 negres peó · d7 negres peó · e7 negres peó · f7 negres peó · g7 negres peó · h7 negres peó · a2 blanques peó · b2 blanques peó · c2 blanques peó · d2 blanques peó · e2 blanques peó · f2 blanques peó · g2 blanques peó · h2 blanques peó · a1 blanques alfil · b1 blanques torre · c1 blanques dama · d1 blanques rei · e1 blanques alfil · f1 blanques cavall · g1 blanques torre · h1 blanques cavall | a8 negres alfil · b8 negres torre · c8 negres dama · d8 negres rei · e8 negres alfil · f8 negres cavall · g8 negres torre · h8 negres cavall · a7 negres peó · b7 negres peó · c7 negres peó · d7 negres peó · e7 negres peó · f7 negres peó · g7 negres peó · h7 negres peó · a2 blanques peó · b2 blanques peó · c2 blanques peó · d2 blanques peó · e2 blanques peó · f2 blanques peó · g2 blanques peó · h2 blanques peó · a1 blanques alfil · b1 blanques torre · c1 blanques dama · d1 blanques rei · e1 blanques alfil · f1 blanques cavall · g1 blanques torre · h1 blanques cavall | a8 negres alfil · b8 negres torre · c8 negres dama · d8 negres rei · e8 negres alfil · f8 negres cavall · g8 negres torre · h8 negres cavall · a7 negres peó · b7 negres peó · c7 negres peó · d7 negres peó · e7 negres peó · f7 negres peó · g7 negres peó · h7 negres peó · a2 blanques peó · b2 blanques peó · c2 blanques peó · d2 blanques peó · e2 blanques peó · f2 blanques peó · g2 blanques peó · h2 blanques peó · a1 blanques alfil · b1 blanques torre · c1 blanques dama · d1 blanques rei · e1 blanques alfil · f1 blanques cavall · g1 blanques torre · h1 blanques cavall | a8 negres alfil · b8 negres torre · c8 negres dama · d8 negres rei · e8 negres alfil · f8 negres cavall · g8 negres torre · h8 negres cavall · a7 negres peó · b7 negres peó · c7 negres peó · d7 negres peó · e7 negres peó · f7 negres peó · g7 negres peó · h7 negres peó · a2 blanques peó · b2 blanques peó · c2 blanques peó · d2 blanques peó · e2 blanques peó · f2 blanques peó · g2 blanques peó · h2 blanques peó · a1 blanques alfil · b1 blanques torre · c1 blanques dama · d1 blanques rei · e1 blanques alfil · f1 blanques cavall · g1 blanques torre · h1 blanques cavall | 2 |
| 1 | a8 negres alfil · b8 negres torre · c8 negres dama · d8 negres rei · e8 negres alfil · f8 negres cavall · g8 negres torre · h8 negres cavall · a7 negres peó · b7 negres peó · c7 negres peó · d7 negres peó · e7 negres peó · f7 negres peó · g7 negres peó · h7 negres peó · a2 blanques peó · b2 blanques peó · c2 blanques peó · d2 blanques peó · e2 blanques peó · f2 blanques peó · g2 blanques peó · h2 blanques peó · a1 blanques alfil · b1 blanques torre · c1 blanques dama · d1 blanques rei · e1 blanques alfil · f1 blanques cavall · g1 blanques torre · h1 blanques cavall | a8 negres alfil · b8 negres torre · c8 negres dama · d8 negres rei · e8 negres alfil · f8 negres cavall · g8 negres torre · h8 negres cavall · a7 negres peó · b7 negres peó · c7 negres peó · d7 negres peó · e7 negres peó · f7 negres peó · g7 negres peó · h7 negres peó · a2 blanques peó · b2 blanques peó · c2 blanques peó · d2 blanques peó · e2 blanques peó · f2 blanques peó · g2 blanques peó · h2 blanques peó · a1 blanques alfil · b1 blanques torre · c1 blanques dama · d1 blanques rei · e1 blanques alfil · f1 blanques cavall · g1 blanques torre · h1 blanques cavall | a8 negres alfil · b8 negres torre · c8 negres dama · d8 negres rei · e8 negres alfil · f8 negres cavall · g8 negres torre · h8 negres cavall · a7 negres peó · b7 negres peó · c7 negres peó · d7 negres peó · e7 negres peó · f7 negres peó · g7 negres peó · h7 negres peó · a2 blanques peó · b2 blanques peó · c2 blanques peó · d2 blanques peó · e2 blanques peó · f2 blanques peó · g2 blanques peó · h2 blanques peó · a1 blanques alfil · b1 blanques torre · c1 blanques dama · d1 blanques rei · e1 blanques alfil · f1 blanques cavall · g1 blanques torre · h1 blanques cavall | a8 negres alfil · b8 negres torre · c8 negres dama · d8 negres rei · e8 negres alfil · f8 negres cavall · g8 negres torre · h8 negres cavall · a7 negres peó · b7 negres peó · c7 negres peó · d7 negres peó · e7 negres peó · f7 negres peó · g7 negres peó · h7 negres peó · a2 blanques peó · b2 blanques peó · c2 blanques peó · d2 blanques peó · e2 blanques peó · f2 blanques peó · g2 blanques peó · h2 blanques peó · a1 blanques alfil · b1 blanques torre · c1 blanques dama · d1 blanques rei · e1 blanques alfil · f1 blanques cavall · g1 blanques torre · h1 blanques cavall | a8 negres alfil · b8 negres torre · c8 negres dama · d8 negres rei · e8 negres alfil · f8 negres cavall · g8 negres torre · h8 negres cavall · a7 negres peó · b7 negres peó · c7 negres peó · d7 negres peó · e7 negres peó · f7 negres peó · g7 negres peó · h7 negres peó · a2 blanques peó · b2 blanques peó · c2 blanques peó · d2 blanques peó · e2 blanques peó · f2 blanques peó · g2 blanques peó · h2 blanques peó · a1 blanques alfil · b1 blanques torre · c1 blanques dama · d1 blanques rei · e1 blanques alfil · f1 blanques cavall · g1 blanques torre · h1 blanques cavall | a8 negres alfil · b8 negres torre · c8 negres dama · d8 negres rei · e8 negres alfil · f8 negres cavall · g8 negres torre · h8 negres cavall · a7 negres peó · b7 negres peó · c7 negres peó · d7 negres peó · e7 negres peó · f7 negres peó · g7 negres peó · h7 negres peó · a2 blanques peó · b2 blanques peó · c2 blanques peó · d2 blanques peó · e2 blanques peó · f2 blanques peó · g2 blanques peó · h2 blanques peó · a1 blanques alfil · b1 blanques torre · c1 blanques dama · d1 blanques rei · e1 blanques alfil · f1 blanques cavall · g1 blanques torre · h1 blanques cavall | a8 negres alfil · b8 negres torre · c8 negres dama · d8 negres rei · e8 negres alfil · f8 negres cavall · g8 negres torre · h8 negres cavall · a7 negres peó · b7 negres peó · c7 negres peó · d7 negres peó · e7 negres peó · f7 negres peó · g7 negres peó · h7 negres peó · a2 blanques peó · b2 blanques peó · c2 blanques peó · d2 blanques peó · e2 blanques peó · f2 blanques peó · g2 blanques peó · h2 blanques peó · a1 blanques alfil · b1 blanques torre · c1 blanques dama · d1 blanques rei · e1 blanques alfil · f1 blanques cavall · g1 blanques torre · h1 blanques cavall | a8 negres alfil · b8 negres torre · c8 negres dama · d8 negres rei · e8 negres alfil · f8 negres cavall · g8 negres torre · h8 negres cavall · a7 negres peó · b7 negres peó · c7 negres peó · d7 negres peó · e7 negres peó · f7 negres peó · g7 negres peó · h7 negres peó · a2 blanques peó · b2 blanques peó · c2 blanques peó · d2 blanques peó · e2 blanques peó · f2 blanques peó · g2 blanques peó · h2 blanques peó · a1 blanques alfil · b1 blanques torre · c1 blanques dama · d1 blanques rei · e1 blanques alfil · f1 blanques cavall · g1 blanques torre · h1 blanques cavall | 1 |
|   | a | b | c | d | e | f | g | h |   |

Els escacs aleatoris de Fischer són una variant del joc dels escacs inventada per l'escaquista Bobby Fischer en la qual totes les peces, excepte els peons, estan canviades d'ordre aleatòriament (tot i que amb algunes restriccions). Torres, cavalls, alfils, dama i rei estan canviats d'ordre. Al bàndol contrari, les peces estan igualment col·locades com les de l'adversari. Això provoca que cada partida comenci sense els moviments inicials estudiats, sense les obertures preestablertes dels escacs convencionals. També es coneix aquesta variant per les seves denominacions en anglès: Fischer Random Chess, Chess960, Fischerandom chess, FR chess, o FRC. Fou creada en 1996 a Argentina.
El 2008 la FIDE afegí el Chess960 en un apèndix de les regles dels escacs.